# Liste der Monuments historiques in Nizza
Die Liste der Monuments historiques in Nizza nennt die 68 Bauwerke, die in Nizza zumindest den Schutz als monument historique besitzen. Davon sind 30 zumindest teilweise classé und 38 weitere inscrit. Diese bilden 18 % des Gesamtbestandes der Monuments historiques im Département Alpes-Maritimes. Die nachfolgende Grafik zeigt die Verteilung der Klassifizierung nach abgeschlossenen Jahrzehnten.

## Liste der Bauwerke
| Bezeichnung                                                                                | Beschreibung | Standort                                                                                | Kennzeichnung | Schutzstatus    | Datum                            | Bild |
| ------------------------------------------------------------------------------------------ | ------------ | --------------------------------------------------------------------------------------- | ------------- | --------------- | -------------------------------- | ---- |
| Abbaye de Roseland                                                                         |              | 44 boulevard Napoléon-III (Lage)                                                        | PA00132715    | Classé          | 3. September 1996                |      |
| Abbaye Saint-Pons                                                                          |              | Route de Levens (Lage)                                                                  | PA00080774    | Classé Inscrit  | 1913 1949                        |      |
| Arènes de Cimiez                                                                           |              | Cimiez (Lage)                                                                           | PA00080775    | Classé          | 13. Mai 1965                     |      |
| Cascade de Gairaut Abschluss des Canal de la Vésubie                                       |              | avenue de Gairaut (Lage)                                                                | PA06000018    | Inscrit         | 28. November 2001                |      |
| Caserne Lympia                                                                             |              | quai d’Entrecasteaux (Lage)                                                             | PA00080777    | Inscrit         | 16. September 1943               |      |
| Caserne Rusca und Tour de l’Horloge                                                        |              | place du Palais-de-Justice (Lage)                                                       | PA00080778    | Inscrit         | 27. April 1976                   |      |
| Cathédrale orthodoxe russe Saint-Nicolas und Chapelle du tsarévitch Nicolas Alexandrovitch |              | Avenue Nicolas-II (Lage)                                                                | PA00080780    | Classé          | 11. August 1987                  |      |
| Cathédrale Sainte-Réparate                                                                 |              | place Rossetti (Lage)                                                                   | PA00080779    | Classé          | 9. August 1906                   |      |
| Chapelle de la Miséricorde                                                                 |              | cours Saleya place de la Préfecture (Lage)                                              | PA00080781    | Classé          | 30. Mai 1921                     |      |
| Chapelle Sainte-Croix                                                                      |              | 2 rue Saint-Joseph (Lage)                                                               | PA00080782    | Classé          | 22. September 1987               |      |
| Chapelle Saint-Philippe-Néri                                                               |              | 40 avenue d’Estienne-d'Orves (Lage)                                                     | PA00080784    | Inscrit         | 27. November 1964                |      |
| Chapelle du Saint-Sépulcre                                                                 |              | 7 place Garibaldi (Lage)                                                                | PA06000003    | Classé          | 19. Mai 2000                     |      |
| Chapelle de la Visitation Sainte-Claire                                                    |              | place Sainte-Claire rue Sainte-Claire rue des Serruriers (Lage)                         | PA00080939    | Inscrit         | 16. November 1989                |      |
| Château de l’Anglais                                                                       |              | 176 boulevard Carnot 29 avenue Jean-Lorrain (Lage)                                      | PA06000011    | Inscrit         | 20. Juni 2000                    |      |
| Châteaux de Valrose                                                                        |              | 28 avenue de Valrose (Lage)                                                             | PA00080785    | Classé          | 22. Juli 1991                    |      |
| Colonne du pape                                                                            |              | place de la Croix-de-Marbre rue de France (Lage)                                        | PA00080786    | Classé          | 26. Dezember 1906                |      |
| Couvent Saint-François                                                                     |              | 4 rue de la Tour 6 place Saint-François (Lage)                                          | PA00125704    | Inscrit         | 23. Juni 1993                    |      |
| Croix de Marbre                                                                            |              | place de la Croix-de-Marbre rue de France (Lage)                                        | PA00080787    | Classé          | 13. August 1906                  |      |
| Croix séraphique de Cimiez                                                                 |              | place du Monastère-de-Cimiez (Lage)                                                     | PA00080788    | Classé          | 26. September 1903               |      |
| Notre-Dame-Auxiliatrice                                                                    |              | 36 place Don-Bosco (Lage)                                                               | PA06000013    | Inscrit         | 26. April 2001                   |      |
| Église Sainte-Hélène                                                                       |              | 142 avenue de Californie (Lage)                                                         | PA00080790    | Inscrit         | 25. Juni 1951                    |      |
| Église Sainte-Jeanne-d’Arc                                                                 |              | Avenue Saint-Lambert (Lage)                                                             | PA00080940    | Classé          | 12. Juni 1992                    |      |
| Église Sainte-Rita de Nice                                                                 |              | rue de la Préfecture 1 rue de la Poissonnerie (Lage)                                    | PA00080783    | Classé          | 3. Februar 1942                  |      |
| Église Saint-Jacques-le-Majeur                                                             |              | rue Droite place du Jésus (Lage)                                                        | PA00080791    | Classé          | 25. Oktober 1971                 |      |
| Église Saint-Martin-Saint-Augustin                                                         |              | place Saint-Augustin (Lage)                                                             | PA00080792    | Classé          | 4. Februar 1946                  |      |
| Église Saint-Nicolas-et-Sainte-Alexandra                                                   |              | 6 rue Longchamp (Lage)                                                                  | PA00080941    | Inscrit         | 3. April 1990                    |      |
| Église Saint-Roch                                                                          |              | 6 place Saint-Roch (Lage)                                                               | PA00080793    | Classé          | 16. November 1984                |      |
| Église Saint-Sauveur de Gairaut                                                            |              | Gairaut (Lage)                                                                          | PA00080789    | Inscrit         | 25. Juni 1951                    |      |
| Excelsior Régina Palace                                                                    |              | 71 boulevard de Cimiez (Lage)                                                           | PA00080968    | Inscrit         | 6. Juli 1992                     |      |
| Fontaine des Tritons                                                                       |              | Jardin Albert 1er (Lage)                                                                | PA00080794    | Classé          | 25. August 1920                  |      |
| Fort du mont Alban                                                                         |              | Montagne du Mont-Alban (Lage)                                                           | PA00080795    | Classé Classé   | 1909 1913 1923                   |      |
| Fortifications de la porte Pairolière                                                      |              | im Untergrund zwischen place Jacques Toja und place Garibaldi (Lage)                    | PA06000038    | Inscrit Classé  | 11. September 2009 13. März 2012 |      |
| Gare du Sud                                                                                |              | place du Général-de-Gaulle (Lage)                                                       | PA06000023    | Inscrit Inscrit | 2002 2005                        |      |
| Gloria Mansions                                                                            |              | 123-125 rue de France (Lage)                                                            | PA00080942    | Inscrit         | 14. Dezember 1989                |      |
| Grotte du Lazaret                                                                          |              | 33bis boulevard Frank-Pilatte (Lage)                                                    | PA00080796    | Classé          | 21. März 1963                    |      |
| Hôtel Alhambra                                                                             |              | 46-48 boulevard de Cimiez (Lage)                                                        | PA06000012    | Inscrit         | 20. Juni 2000                    |      |
| Hôtel Negresco                                                                             |              | 37 promenade des Anglais rue Cronstadt 1 rue du Commandant-Beretta rue de Rivoli (Lage) | PA00080797    | Classé          | 13. Juni 2003                    |      |
| Immeuble du 14 rue Droite                                                                  |              | 14 rue Droite (Lage)                                                                    | PA00080798    | Inscrit         | 7. Januar 1943                   |      |
| Immeuble du 22 rue de la Préfecture                                                        |              | 22 rue de la Préfecture (Lage)                                                          | PA00080800    | Inscrit         | 10. Dezember 1949                |      |
| Immeuble Garacci-Bensa                                                                     |              | 9 rue Longchamp 6 rue Maréchal-Joffre (Lage)                                            | PA00135612    | Inscrit         | 5. Mai 1995                      |      |
| Immeuble La Rotonde                                                                        |              | 41 boulevard Gambetta (Lage)                                                            | PA06000015    | Inscrit         | 30. Juli 2001                    |      |
| Maison du 15 rue Alexandre-Mari                                                            |              | 15 rue Alexandre-Mari (Lage)                                                            | PA00080801    | Inscrit         | 29. Dezember 1949                |      |
| Monastère de Cimiez                                                                        |              | Avenue du Monastère-de-Cimiez Avenue Bellanda (Lage)                                    | PA00080802    | Classé Classé   | 1993 1994                        |      |
| Monument aux morts de la guerre de 1914–1918                                               |              | quai Rauba-Capeù (Lage)                                                                 | PA06000040    | Classé          | 2011                             |      |
| Monument du Centenaire                                                                     |              | Jardin Albert 1er avenue de Verdun (Lage)                                               | PA06000035    | Inscrit         | 23. Juli 2009                    |      |
| Monument à Garibaldi                                                                       |              | place Garibaldi (Lage)                                                                  | PA06000033    | Inscrit         | 27. Juli 2009                    |      |
| Monument au Maréchal Masséna                                                               |              | square Général-Leclerc (Lage)                                                           | PA06000034    | Inscrit         | 23. Juli 2009                    |      |
| Musée Cheret                                                                               |              | 33 rue des Beaumettes (Lage)                                                            | PA00080804    | Inscrit         | 17. Dezember 1976                |      |
| Villa Masséna (jetzt: Musée Masséna)                                                       |              | promenade des Anglais rue de France (Lage)                                              | PA00080805    | Inscrit         | 29. Oktober 1975                 |      |
| Observatoire du Mont Gros (auch in La Trinité)                                             |              | boulevard de l’Observatoire (Lage)                                                      | PA00080970    | Inscrit Classé  | 1992 1994                        |      |
| Opéra                                                                                      |              | rue Saint-François-de-Paule (Lage)                                                      | PA00080943    | Classé          | 31. März 1992                    |      |
| Palais de l'Agriculture                                                                    |              | 113 promenade des Anglais (Lage)                                                        | PA00080962    | Inscrit         | 28. März 1991                    |      |
| Palais Baréty                                                                              |              | 31 rue du Maréchal-Joffre (Lage)                                                        | PA00132716    | Inscrit         | 16. April 1994                   |      |
| Palais communal (Bourse du Travail)                                                        |              | place Saint-François (Lage)                                                             | PA00080776    | Inscrit         | 12. Dezember 1949                |      |
| Palais des ducs de Savoie                                                                  |              | (Lage)                                                                                  | PA00132718    | Inscrit Classé  | 1994 1996                        |      |
| Palais Hongran                                                                             |              | 2, rue Saint-François-de-Paule (Lage)                                                   | PA06000039    | Inscrit         | 2. Dezember 2010                 |      |
| Palais Lascaris                                                                            |              | 15 rue Droite (Lage)                                                                    | PA00080806    | Classé          | 15. Februar 1946                 |      |
| Palais de Marbre (heute: Archives municipales)                                             |              | 7 avenue de Fabron (Lage)                                                               | PA00125705    | Inscrit         | 23. Juni 1993                    |      |
| Palais de la Méditerranée                                                                  |              | 13-15-17 promenade des Anglais, rue du Congrès (Lage)                                   | PA00080807    | Classé          | 18. August 1989                  |      |
| Palais Meyerbeer                                                                           |              | 45 boulevard Victor-Hugo (Lage)                                                         | PA00132717    | Inscrit         | 25. Juli 1994                    |      |
| Palais d’York Palais Spitalieri de Cessole                                                 |              | 5 rue de la Préfecture (Lage)                                                           | PA00080799    | Inscrit         | 16. Dezember 1949                |      |
| Fond du Port Lympia Église Notre-Dame du Port, Immeuble Pie Astraudo                       |              | place Île-de-Beauté (Lage)                                                              | PA00080957    | Inscrit         | 11. Februar 1991                 |      |
| Synagoge                                                                                   |              | 7 rue Gustave-Deloye (Lage)                                                             | PA06000030    | Inscrit         | 17. April 2007                   |      |
| Thermes romains de Cimiez Villa Garin de Cacconata                                         |              | Cimiez (Lage)                                                                           | PA00080808    | Inscrit Classé  | 1943 1947 1958                   |      |
| Vieux mur ligure                                                                           |              | Jardin de Cimiez (Lage)                                                                 | PA00080803    | Inscrit         | 28. März 1929                    |      |
| Villa Arson                                                                                |              | Quartier Saint-Barthélémy 20 avenue Stephen-Liegard (Lage)                              | PA00080809    | Inscrit         | 1. März 1943                     |      |
| Villa Beau Site                                                                            |              | 17 boulevard du Mont-Boron (Lage)                                                       | PA00080810    | Classé          | 27. Juli 1987                    |      |
| Villa de Châteauneuf                                                                       |              | 170 avenue de Gairaut (Lage)                                                            | PA00080967    | Classé          | 24. Oktober 1994                 |      |
| Villa El Patio                                                                             |              | 27 boulevard du Parc-Impérial (Lage)                                                    | PA06000010    | Inscrit         | 1. September 1999                |      |
| Villa Furtado-Heine                                                                        |              | 121 rue de France 61 promenade des Anglais (Lage)                                       | PA00080811    | Inscrit         | 10. Juni 1961                    |      |
| Villa La Belle Époque                                                                      |              | 18 rue Cronstadt (Lage)                                                                 | PA00080969    | Inscrit         | 23. Oktober 1992                 |      |
| Villa Schmitz                                                                              |              | 8 boulevard de l’Observatoire (Lage)                                                    | PA06000045    | Inscrit         | 1. Oktober 2013                  |      |

## Liste der Objekte
- Monuments historiques (Objekte) in Nizza in der Base Palissy des französischen Kulturministeriums (französisch)